# Exocentrus stierlini
Exocentrus stierlini је врста инсекта из реда тврдокрилаца (Coleoptera) и породице стрижибуба (Cerambycidae). Сврстана је у потпородицу Lamiinae.

## Распрострањеност
Врста је распрострањена на подручју источне Европе и Русије. У Србији је веома ретка врста.

## Опис
Тело је светло или тамније црвеносмеђе боје. Пронотум је двапут шири него дужи, покривен полеглом, беличастом пубесценцијом, а трнови на средини мање су повијени уназад. На елитронима је широка, попречна постмедијална врпца, а базално поред скутелума су троугласте флеке. Елитрони су без белих флека, а дуге трепље су усађене у голе оцелиране тачке. Дужина тела је од 4 до 6 mm.

## Биологија
Животни циклус траје једну до две године. Адулти се налазе на сувим гранчицама биљке хранитељке. Као биљка домаћин јављају се врба (Salix), а ређе брест и бор. Одрасле јединке се срећу у јуну.

## Галерија
- Одрасла женка

## Статус заштите
Врста је строго заштићена на подручју Србије - налази се на Прилогу I Правилника о проглашењу и заштити строго заштићених и заштићених дивљих врста биљака, животиња и гљива.